# Daniela Álvarez
Daniela Álvarez Mendoza (Gijón, 27 november 2001) is een Spaanse beachvolleybalspeler. Met Tania Moreno won ze een zilveren medaille bij de Europese kampioenschappen. Ze nam eenmaal deel aan de Olympische Spelen.

## Carrière

### 2017 tot en met 2021
Álvarez speelde tennis tijdens haar jeugd en begon in 2016 met beachvolleybal. Een jaar later speelde Álvarez met verschillende partners in de Spaanse competitie. Aan de zijde van Tania Moreno nam ze deel aan haar eerste internationale toernooien. Het duo deed mee aan de EK onder 18 in Kazan (negende) en de EK onder 20 op Vulcano (vijfde). In 2018 wonnen ze een bronzen medaille bij de WK onder 19 in Nanjing en bereikten ze de kwartfinales van de Olympische Jeugdspelen in Buenos Aires. Álvarez behaalde daarnaast twee andere bronzen medailles: met María Bélen Carro bij de EK onder 22 in Jūrmala en met Sofía González bij de EK onder 18 in Brno. Het jaar daarop won ze met Carro tweemaal brons: bij de WK onder 21 in Udon Thani en bij de EK onder 22 in Antalya. Met Moreno won ze een bronzen medaille bij de EK onder 20 in Göteborg en maakte ze haar debuut in de FIVB World Tour. Ze speelden op het kwalificatietoernooi van Espinho en bereikten de achtste finale van het toernooi in Qinzhou. 
In 2020 nam Álvarez met González deel aan de EK onder 20 in Brno (achtste) en met Carro aan de EK onder 22 in İzmir (vijfde). Ze vertrok bovendien naar de Verenigde Staten om te studeren aan Texas Christian University (TCU) in Fort Worth, waar ze naast haar studie ging beachvolleyballen voor het universiteitsteam. Een jaar later vertrok ook Moreno om aan TCU te studeren en met Álvarez beachvolleyballen. Ze behaalden in 2021 een vijfde plaats bij de EK onder 22 in Baden en een negende plaats bij het World Tour-toernooi van Itapema. Met Ángela Lobato nam ze in augustus deel aan de Europese kampioenschappen voor de senioren in Wenen. Na twee nederlagen strandden ze in de groepsfase. Met González won ze in december zilver bij de WK onder 21 in Phuket.

### 2022 tot heden

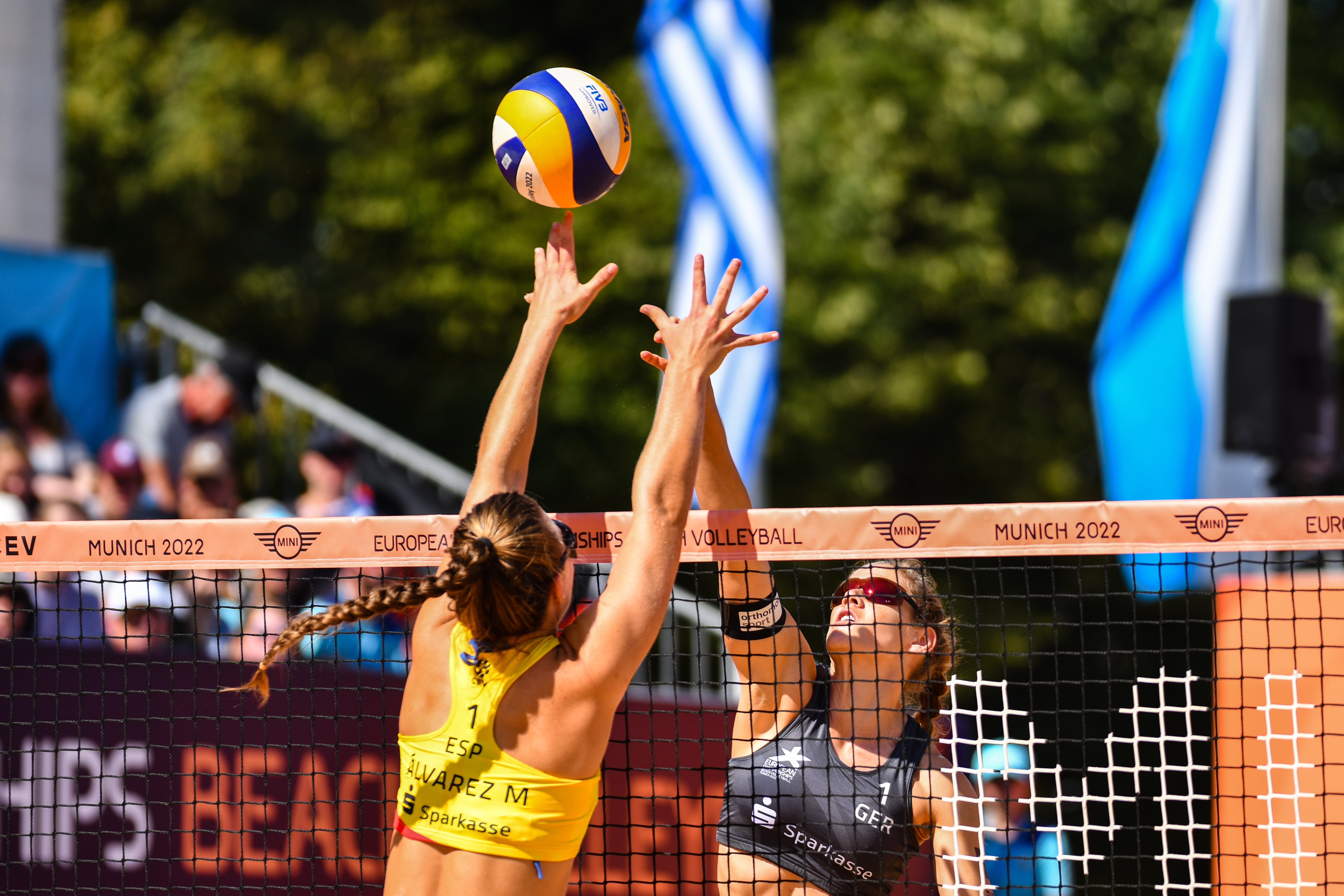
Álvarez (links) in actie tijdens de EK in München (2022)

In 2022 deden Álvarez en Moreno mee aan vijf toernooien in de Beach Pro Tour – de opvolger van de World Tour. Ze behaalden daarbij een derde plek bij het Future-toernooi van Balıkesir en bereikten de kwartfinales van het Elite16-toernooi in Hamburg. In Vlissingen werd het duo Europees kampioen onder 22 door de Denen Sofia Bisgaard en Clara Windeleff in de finale te verslaan. Bij de EK in München bereikten ze de halve finale. Daarin was het Zwitserse tweetal Nina Brunner en Tanja Hüberli in twee sets te sterk. De wedstrijd om het brons werd in drie sets verloren van Katja Stam en Raïsa Schoon, waardoor Álvarez en Moreno als vierde eindigden. Ze sloten het jaar af met een tweede plaats bij de wereldstudentenkampioenschappen in Maceió. Het seizoen daarop namen ze deel aan twaalf Challenge- en Elite16-toernooien in de internationale competitie. Ze eindigden tweemaal op het podium. In Nuvali werden ze tweede achter het Letse tweetal Tina Graudina en Anastasija Samoilova en in Goa eindigden ze als derde. In Saquarema en Chiang Mai kwamen ze tot een vijfde plaats. Bij de EK in Wenen wonnen ze de zilveren medaille achter Brunner en Hüberli. In Tlaxcala deden Álvarez en Moreno voor het eerst mee aan de wereldkampioenschappen. In de zestiende finale werden ze uitgeschakeld door Stam en Schoon.
In 2024 kwam het duo bij tien toernooien in de Beach Pro Tour in actie. Ze wonnen een bronzen medaille bij het Challenge-toernooi in Xiamen. In Espinho eindigden ze als vierde en in Saquarema en Guadalajara behaalden ze een vijfde plaats. Op basis van de olympische ranglijst plaatsten Álvarez en Moreno zich als eerste Spaanse team voor de Olympische Spelen in Parijs. Daar bereikte het duo de kwartfinale na een overwinning op Stam en Schoon in de achtste finale. In de kwartfinale werden ze uitgeschakeld door het Canadese tweetal Melissa Humana-Paredes en Brandie Wilkerson. Bij de EK in Nederland strandden ze in de tussenronde tegen Niina Ahtiainen en Taru Lahti uit Finland. Ze sloten het seizoen af met een negende plaats bij de Finals in Doha. Het jaar daarop bereikten ze de kwartfinale in Yucatán en eindigden ze als vierde bij het Future-toernooi in Madrid, nadat ze bij beide toernooien vanwege een blessure moesten opgeven.

## Palmares
Kampioenschappen
- 2018:  WK U19
- 2018:  EK U22
- 2018:  EK U18
- 2019:  WK U21
- 2019:  EK U20
- 2019:  EK U22
- 2021:  WK U21
- 2022:  EK U22
- 2023:  EK
- 2024: 5e OS

Beach Pro Tour
- 2022:  Balıkesir Future
- 2023:  Goa Challenge
- 2023:  Nuvali Challenge
- 2024:  Xiamen Challenge